# おひるねのゆりかご
「おひるねのゆりかご」は、NHKの音楽番組『みんなのうた』で、1995年12月 - 1996年1月に放送された楽曲。作詞：高橋睦子、作曲・編曲：加藤達雄、歌：石田よう子。